# 코로나19 신속항원검사

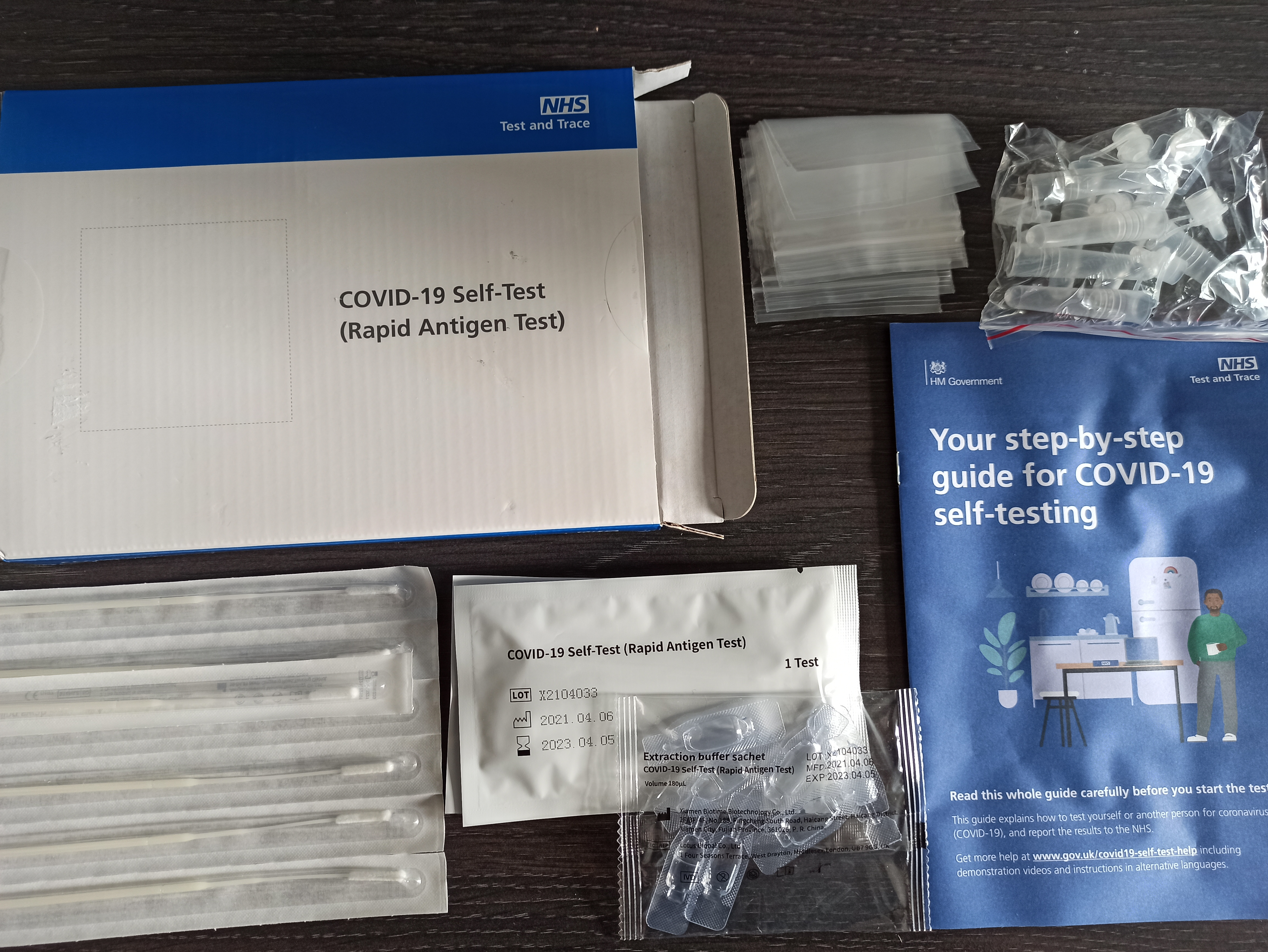
검사용 키트

코로나19 신속항원검사(COVID-19 rapid antigen tests)는 SARS-CoV-2 감염(코로나19)을 진단하기 위한 신속항원검사의 일종이다. 최소한의 교육만 받고도 빠르게 수행할 수 있으며 다른 코로나19 진단법에 비해 저렴하고, 검사 결과가 5 ~ 30분 만에 나온다. 신속항원검사는 여러 국가들에서 대량의 검사나 전체 인구의 선별 검사 목적으로 사용되었다. 또한 신속항원검사는 개인이 자기 표본을 직접 채취해 검사 결과를 확인하는 자가 검사 용도로도 사용할 수 있다.
검사의 특이도는 98 ~ 99%로 위음성이 매우 드물다. 그러나 신속항원검사의 민감도는 70 ~ 72%이므로 코로나19 PCR 검사의 88 ~ 96%보다 낮다. 그렇지만 코로나19 신속항원검사는 본인이 감염된 지 모르는 감염자를 발견하여 더 많은 전파를 막는 데 도움이 된다는 장점을 여전히 가진다. 바이러스양이 많아 코로나19 증상이 나타나며 다른 사람에게 전파가 가능해질 때 검사의 민감도가 높아진다.

## 사용

### 진단 목적
코로나19를 진단하기 위해 신속항원검사가 널리 사용되었다. 세계보건기구(WHO)의 정의에서는 신속항원검사 양성이 나온 사람을 두 가지 방법을 통해 SARS-CoV-2 감염 확진 사례로 간주할 수 있다고 서술하고 있다. 확진 사례로 간주 가능한 첫 번째 경우는 신속항원검사 양성이 나온 사람이 다른 원인 없이 최근 후각이나 미각을 상실하는 등 probable case definition을 만족했거나, 중증 급성 호흡기 질환이 있는 등 특정 suspect criteria를 만족하는 경우이다. 두 번째는 신속항원검사 양성인 사람이 증상이 없어도 의심 환자나 확진자와 접촉한 경우이다. 그러나 나라마다 코로나19 확진의 정의가 다를 수 있다. 가령 뉴질랜드에서는 확진 사례로 간주하기 위해서는 신속항원검사 결과뿐만 아니라 PCR 검사가 필수적이다.

### 선별 검사
2020년 중반과 2021년 초반 사이의 수학적 모델을 사용한 여러 연구에서는 코로나19에 대한 선별 검사 목적으로 수행하는 신속항원검사의 이득을 추정했다. Paltiel 등은 5,000명의 학생이 재학 중인 가상의 대학교 캠퍼스를 통해 연구를 진행했다. 이틀마다 모든 학생들에 대해 민감도가 낮고 특이도가 높은(신속항원검사 등) 선별 검사를 하면 코로나19의 유행을 조절할 수 있다는 결론이 나왔다. Mina 등은 민감도가 낮은 신속항원검사로 자주 선별 검사를 시행하는 게 높은 민감도의 PCR 검사를 가끔 시행하는 것보다 더 유용할 수 있다는 이론을 세웠다. 이는 전자의 경우 아직 감염성을 가질 때 대부분의 감염 사례를 잡아낼 수 있기 때문이다. 신속항원검사는 결과가 빠르게 나오기 때문에 무증상 전파를 막는 역할을 할 수 있다. Larremore 등은 다영한 코로나19 선별 검사 전략을 시뮬레이션하였다. 연구자들은 그 결과 효율적인 선별 검사는 검사의 빈도와 검사 속도에 크게 의존했으며 검사의 민감도가 높은 것은 효율성을 조금밖에 향상시키지 못했다.

### 인도주의적 목적
신속항원검사는 코로나19 범유행 동안 인도주의적인 노력의 일환으로도 이용되었다. 인도네시아 자카르타에서 2020년 12월 2일 있었던 홍수 이후에는 신속항원검사를 홍수 피난처에서 수행할 수 있도록 준비되었다. 2020년 크리스마스 직전에 알파 변이로 인해 유럽 국경이 폐쇄되었을 때는 거의 6,000명의 화물차 운전자가 음식도 없이 영국과 프랑스 사이에서 발이 묶이면서 크리스마스 음식 배달이 멈추게 되었다. 이때 프랑스 소방관들이 24시간 내내 채널 터널에서 신속항원검사를 수행했다. 신속항원검사를 수행한 후에는 화물차 운전자들이 다시 도로로 나올 수 있게 되면서 배달을 무사히 마치고 크리스마스에 다시 가족의 품으로 돌아갈 수 있게 되었다. 이는 쉽게 수행할 수 있는 코로나19 검사의 국제적인 활용성을 보여준다. 국경없는의사회는 "코로나19 항원검사는 빠르게 결과를 제공하여 지역사회 수준에서 바이러스에 감염된 사람들을 시기 적절하게 식별할 수 있게 한다"라고 언급하면서 저소득 및 중간 소득 국가에서의 신속항원검사 사용을 강력히 지지했다.

### 단계적 일상회복
스페인은 2020년 12월 약국에서 신속항원검사를 널리 이용 가능하도록 하여 단계적 일상회복에 이용한 첫 국가가 되었다. 또한 바르셀로나에서 신속항원검사를 한 사람들을 대상으로 무료 음악 콘서트를 열기도 했다. 알바니아에서도 음악 축제를 이용한 비슷한 시도가 행해졌다. 그러나 많은 전문가들은 "신속항원검사는 일상으로 복귀하기 위한 해결책이 아니다"라고 하며 이러한 접근 방식에 대해 확신을 가지지 못하였으며, 신속항원검사를 다른 감염 통제 방식과 병행하는 방식으로 이용할 수 있다는 의견을 냈다.

## 같이 보기
- 코로나19 진단